# 維利尚卡 (日托米爾區)
50°1′8″N 28°8′29″E / 50.01889°N 28.14139°E
維利尚卡（烏克蘭語：Вільшанка），是烏克蘭北部日托米爾州日托米爾區维利尚卡市镇内的村庄及其行政中心。始建於1795年，面積4.19平方公里，海拔高度251米，2001年人口2,007。